# Colan
Colan is een civil parish in het Engelse graafschap Cornwall. In 2001 telde het dorp 1766 inwoners.